# 1957
1957 (MCMLVII) fue un año común comenzado en martes según el calendario gregoriano.

## Acontecimientos

### Enero
- 1 de enero: 
  - Saarland se une a Alemania Occidental.
  - El director de orquesta italiano Arturo Toscanini (89) sufre un ataque que le provocará la muerte dos semanas más tarde.
- 2 de enero: Se le da la extremaunción a la ganadora del premio nobel Gabriela Mistral.
- 3 de enero: la empresa estadounidense Hamilton Watch Company introduce el primer reloj eléctrico.
- 6 de enero: la Unión Soviética, Rumanía, Checoslovaquia y Hungría publican una declaración acerca de la «traición» del político húngaro Imre Nagy (1896-1958), que será ejecutado al año siguiente.
- 9 de enero: en Reino Unido renuncia el primer ministro Anthony Eden, será reemplazado el 10 de enero por Harold Macmillan.
- 11 de enero: en la isla de La Palma (Canarias) suceden fuertes lluvias: 28 muertos, numerosos heridos y graves pérdidas económicas.
- 13 de enero: la empresa estadounidense Wham-O Company produce el primer Frisbee.
- 16 de enero: en Liverpool abre el bar The Cavern Club.
- 18 de enero: Llegan las exequias de la poetisa Gabriela Mistral a Santiago de Chile
- 20 de enero: en los Estados Unidos, el republicano Dwight D. Eisenhower jura como presidente para un segundo mandato.
- 22 de enero: en Waterbury (Connecticut) la policía arresta a George P. Metesky, el «bombero loco» que plantó más de 30 explosivos en Nueva York.
- 29 de enero: en la ciudad de Buenos Aires (Argentina), se produce la temperatura más elevada de su historia, con 43,3 °C.

### Febrero
- 1 de febrero: el alcalde de Sabadell, J. M. Marcet, presenta un informe al dictador español Francisco Franco acerca de la discriminación económica de la que es objeto Cataluña.
- 2 de febrero: en Estados Unidos se inaugura la Leo Castelli Gallery, destinada a ser el centro universal del pop art.
- 3 de febrero: en Paraguay se funda la ciudad de Puerto Flor de Lis, llamada posteriormente Puerto Presidente Stroessner y finalmente Ciudad del Este, que es actualmente la segunda ciudad más grande del país.
- 6 de febrero: las empresas alemanas sucesoras de los laboratorios IG Farben se comprometen a pagar indemnizaciones a los prisioneros judíos de los campos de concentración.
- 7 de febrero: las fuerzas policiales controlan un intento de huelga en la minería asturiana promovido por los comunistas.
- 9 de febrero: 
  - Llega a Madrid el sultán de Marruecos, Mohammed V.
  - En el Palacio de Cristal del Retiro de Madrid, las obras de Joaquín Sorolla y Mariano Fortuny son las más destacadas en la exposición.
- 15 de febrero: 
  - En la Unión Soviética, Andréi Gromyko sustituye a Dimitri Shepílov como ministro de Asuntos Exteriores.
  - En Mauritania, unidades del ejército marroquí atacan a las tropas francesas.
- 17 de febrero: en Bogotá, Colombia se descubren los restos mortales de José Celestino Mutis durante los trabajos de demolición de la iglesia de Santa Inés.
- 18 de febrero: 
  - La actuación del Comité de Actividades Antiestadounidenses, presidido por el senador Joseph McCarthy, produce enfrentamientos con el ejército.
  - En Budapest se inician los primeros procesos contra los implicados en la rebelión contra la Unión Soviética.
- 21 de febrero: 
  - En el paraninfo de la Universidad de Barcelona se celebra la primera asamblea libre de estudiantes.
  - La Real Academia Española elige como nuevo académico a Camilo José Cela.
  - En una carta a Ingeborg Bachmann, el compositor Hans Werner Henze se lamenta del enfriamiento de sus relaciones con el compositor Karlheinz Stockhausen
- 24 de febrero: en El Cairo (capital de Egipto) tiene lugar la conferencia de los jefes de Estado de Jordania, Siria, Arabia Saudí y Egipto.
- 25 de febrero: formación del Octavo Gobierno nacional de España (1957-1962), presidido por Francisco Franco.

### Marzo
- 1 de marzo: en Uruguay, Arturo Lezama asume la presidencia del Consejo Nacional Uruguayo.
- 3 de marzo: a Colombia llega el primer computador.
- 6 de marzo: Ghana se independiza del Imperio británico.
- 7 de marzo: en Perú Comienza la 25.ª edición de la Copa América.
- 9 de marzo: en las islas Andreanof, Alaska, se registra un fuerte terremoto de 8,6 que provoca un tsunami con olas de más de 20 metros que llegan hasta Hawái.
- 15 de marzo: en Santo Domingo se aprueban los estatutos de la Oficina de Educación Iberoamericana (OEI).
- 22 de marzo: en San Francisco se registra un terremoto de 5,7 que deja 1 fallecido y 40 heridos.
- 25 de marzo: mediante los Tratados de Roma se crea la Comunidad Económica Europea (Mercado común).

### Abril
- 1 de abril: India adopta el sistema métrico decimal.
- 3 de abril: en Santiago (Chile) se produce la batalla de Santiago; el Gobierno reprime una serie de manifestaciones populares y mata a 20 personas.
- 6 de abril: en Lima (Perú) Finaliza la Copa América y Argentina Consigue su 11.º título de Copa América.
- 14 de abril: las sagradas andas del Señor de los Milagros de Nazarenas visitan por primera vez —en recorrido procesional extraordinario— la provincia constitucional del Callao, con motivo de la inauguración del Templo Faro.
- 15 de abril: Muere Pedro Infante actor icono de la llamada Época de Oro del cine mexicano en un accidente de avión en Mérida, Yucatán.
- 23 de abril: en Barcelona se entregan por primera vez los Premios San Jorge de Cinematografía.
- 24 de abril: cerca del Sitio de pruebas de Nevada, a las 14:27 GMT Estados Unidos hace detonar una prueba atómica para analizar cómo sería una explosión nuclear accidental. Es la única bomba del Proyecto 57, y la n.º 88 de las 1131 que Estados Unidos detonó entre 1945 y 1992.
- 24 y 25 de abril: dos terremotos de 7,1 y 7,3 sacuden Turquía.

### Mayo
- 10 de mayo: en Colombia, el general Gustavo Rojas Pinilla entrega el poder a una Junta Militar de Gobierno integrada por Rubén Piedrahíta Arango, Deogracias Fonseca Espinosa, Rafael Navas Pardo, Luis Ernesto Ordóñez y Gabriel París, la cual solo gobierna el país por 1 año hasta 1958.
- 12 de mayo, fallece Alfonso de Portago junto a su copiloto Edmund Nelson, en Guidizzolo, Italia; a causa de un accidente automovilístico en la XXIV edición de la Mille Miglia.
- 26 de mayo: en La Junta, Colombia, nace Diomedes Díaz Maestre conocido como "El Cacique de La Junta", icono del folklore Colombiano.
  - en Turquía se registra un terremoto de 7,1 que deja más de 50 muertos y 100 heridos.
- 28 de mayo: en el Sitio de pruebas de Nevada, Estados Unidos detona sobre una torre de hierro la bomba de hidrógeno Boltzmann, de 12 kt. Es la primera bomba (de 29) de la operación Plumbbob, y la número 89 del total de 1131 bombas atómicas que hizo detonar ese país entre 1945 y 1992.

### Junio
- 2 de junio: en el Sitio de pruebas de Nevada, Estados Unidos detona desde un dirigible la bomba de hidrógeno Franklin, de 0,14 kt.
- 5 de junio: en el Sitio de pruebas de Nevada, Estados Unidos detona desde un dirigible la bomba de hidrógeno Lassen, de 0,5 kt.
- 7 de junio: En Chile, el asesino denominado Chacal de Pupunahue, comete 6 asesinatos.
- 9 de junio: El Cantante y actor Frank Sinatra realiza un concierto de 62 minutos en el Seattle Civic Auditorium. Con Nelson Riddle como conductor. El álbum del concierto salió como no oficial y posteriormente en 1999 Artanis Entertainment Group lo publicó de manera oficial con el nombre de "Sinatra '57 in Concert".
- 18 de junio: en el Sitio de pruebas de Nevada, Estados Unidos detona desde un dirigible la bomba de hidrógeno Wilson, de 10 kt.
- 20 de junio: en la ciudad de Rosario (Argentina), sobre la costa del río Paraná se inaugura el Monumento Nacional a la Bandera.
- 21 de junio: John George Diefenbaker asume el cargo de primer ministro de Canadá. Primer ministro Num. 13.
- 24 de junio: en el Sitio de pruebas de Nevada, Estados Unidos detona desde un dirigible la bomba de hidrógeno Priscilla, de 37 kt.

### Julio
- 1 de julio: 
  - Comienza el Año Geofísico Internacional.
  - En el Sitio de pruebas de Nevada, Estados Unidos hace detonar en un experimento de seguridad la bomba de hidrógeno Coulomb-A, que no explota.
- 2 de julio: en Irán se registra un terremoto de 7,1 que deja 1.500 muertos y millones de dólares en daños.
- 5 de julio: en el Sitio de pruebas de Nevada, Estados Unidos detona desde un dirigible la bomba de hidrógeno Hood, de 74 kilotones. Será la explosión atómica más potente realizada por Estados Unidos en su propio territorio continental. (La bomba más potente fuera del continente fue la Bravo ―detonada el 1 de marzo de 1954 en el atolón Bikini―, que generó 15 000 kilotones).
- 6 de julio: en Liverpool (Inglaterra), Paul McCartney conoce a John Lennon con ocasión de una actuación de la banda de este último, The Quarry Men, en el St. Peter's Parish Church.
- 15 de julio: se funda en Buenos Aires (Argentina) la Organización Internacional Nueva Acrópolis, entidad sin ánimo de lucro, de filosofía, cultura y voluntariado.
- 19 de julio: sobre el Sitio de pruebas de Nevada, la Fuerza Aérea de Estados Unidos dispara el primer misil nuclear aire-aire, la cabeza nuclear John, que detona a 6000 m de altura.[1] Es la novena bomba (de 29) de la operación Plumbbob, y la número 97 del total de 1131 bombas atómicas que hizo detonar ese país entre 1945 y 1992.
- 28 de julio: 
  - En Ciudad de México, un fuerte terremoto de 7,6 destruye la estatua del Ángel de la Independencia y deja un saldo de 160 muertos.[2]
  - En Santiago se funda el Partido Demócrata Cristiano de Chile.
  - En Argentina se celebran elecciones de convencionales ―con el Partido Peronista prohibido―: votos en blanco: 2,12 millones; UCR: 2,11 millones; UCR Intransigente: 1,85 millones.
- 29 de julio: se crea el Organismo Internacional de Energía Atómica.

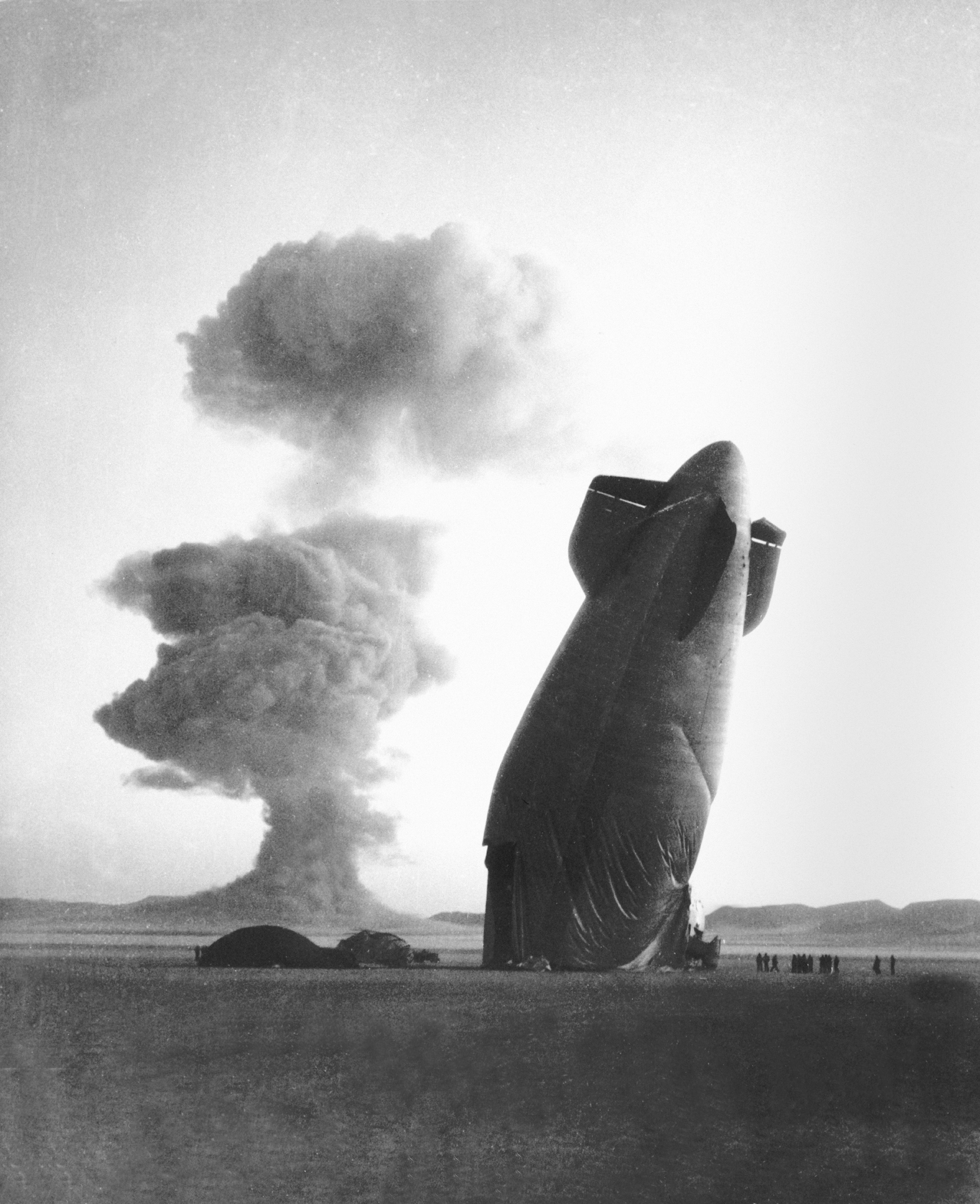
7 de agosto: el dirigible U.S. Navy Goodyear ZSG-3 Blimp (no tripulado) fue puesto a volar a unos 9 km de la detonación de la bomba atómica Stokes para probar los efectos del calor y el choque de presión. Detrás se ve el hongo atómico.

### Agosto
- 7 de agosto: en el Área B7b del Sitio de pruebas atómicas de Nevada (a unos 100 km al noroeste de la ciudad de Las Vegas), a las 4:25 a. m. (hora local) Estados Unidos detona su bomba atómica Stokes, de 19 kt. Es la bomba n.º 101 de las 1131 que Estados Unidos detonó entre 1945 y 1992.
- 9 de agosto: en el Área U12c.02 del Sitio de pruebas atómicas de Nevada, a las 16:59 (hora local) ―a las 0:59 (hora UTC) del 10 de agosto―, Estados Unidos detona su bomba atómica n.º 102 Saturn, de 0,00005 kt.
- 18 de agosto: en el Área 2.ª del Sitio de pruebas atómicas de Nevada, a las 4:00 a. m. hora local Estados Unidos detona su bomba atómica Shasta, de 17 kt. (En comparación, la bomba de Hiroshima fue de 13 kt). Es la bomba n.º 103 de las 1131 que Estados Unidos detonó entre 1945 y 1992.
- 20 de agosto: en Piura (Perú) se registra un fuerte terremoto.
- 23 de agosto: en el área de pruebas atómicas de Nevada (a unos 100 km al noroeste de la ciudad de Las Vegas), a las 4:30 a. m. (hora local) Estados Unidos detona su bomba atómica Doppler, de 11 kt. Es la bomba n.º 104 de las 1131 que Estados Unidos detonó entre 1945 y 1992.
- 26 de agosto: en Argelia, dos miembros del Frente de Liberación Nacional Argelino caen después de combatir 12 horas contra 500 soldados invasores franceses al mando del Marcel Bigeard (batalla de Argel).
- 27 de agosto: 
  - En el Río de la Plata, el buque argentino Ciudad de Buenos Aires choca con el carguero estadounidense Mormack Surf; en el siniestro perecen más de un centenar de personas.
  - En el área de pruebas atómicas de Nevada (a unos 100 km al noroeste de la ciudad de Las Vegas), a las 6:30 (hora local), Estados Unidos detona a 150 m bajo tierra su bomba atómica Player, de 0,3 kt. Es la bomba n.º 382 de las 1131 que Estados Unidos detonó entre 1945 y 1992. Una tapa de acero de 900 kg que cubría una boca de una antigua mina sale disparada al espacio a 66 km/s, convirtiéndose en el primer objeto humano que sale del campo de gravedad terrestre (un año antes del Sputnik soviético).
- 30 de agosto: en el área de pruebas atómicas de Nevada (a unos 100 km al noroeste de la ciudad de Las Vegas), a las 4:39 (hora local), Estados Unidos detona a 230 m bajo tierra su bomba atómica Franklin Prime, de 4.7 kt. Es la bomba n.º 106 de las 1131 que Estados Unidos detonó entre 1945 y 1992.
- 31 de agosto: 
  - Malasia se independiza del Imperio británico.
  - En el área de pruebas atómicas de Nevada (a unos 100 km al noroeste de la ciudad de Las Vegas), a las 4:30 (hora local), Estados Unidos detona a 210 m bajo tierra su bomba atómica n.º 107, Smoky, de 44 kt.

### Septiembre
- 2 de septiembre: en el área de pruebas atómicas de Nevada (a unos 100 km al noroeste de la ciudad de Las Vegas), a las 4:40 (hora local), Estados Unidos detona a 150 m bajo tierra su bomba atómica n.º 108, Galileo, de 11 kt.
- 4 de septiembre: nueve estudiantes negros desafiaron a las autoridades racistas de Arkansas y acudieron a su instituto entre abucheos y amenazas de los estudiantes blancos, iniciándose así la "Crisis de Little Rock" en la que tuvo que intervenir el Ejército de los EE. UU. para garantizar el derecho a la educación de los jóvenes afroestadounidenses.
- 6 de septiembre: en el área de pruebas atómicas de Nevada, a las 4:45 (hora local), Estados Unidos detona a 150 m bajo tierra su bomba atómica n.º 109, Wheeler, de 0,197 kt. A las 12:05 detona a 1225 m bajo tierra la bomba n.º 110, Coulomb-B.
- 8 de septiembre: 
  - En Zaragoza (España), se inaugura el estadio La Romareda.
  - En el área de pruebas atómicas de Nevada (a unos 100 km al noroeste de la ciudad de Las Vegas), a las 4:59 (hora local), Estados Unidos detona a 230 m bajo tierra su bomba atómica n.º 111, Laplace, de 1 kt.
- 14 de septiembre: en el Área T3b del Sitio de pruebas atómicas de Nevada (a unos 100 km al noroeste de la ciudad de Las Vegas), a las 8:44 (hora local), Estados Unidos detona a 150 m bajo tierra su bomba atómica Fizeau, de 11 kt. Es la bomba n.º 112 de las 1131 que Estados Unidos detonó entre 1945 y 1992.
- 16 de septiembre: en el área de pruebas atómicas de Nevada (a unos 100 km al noroeste de la ciudad de Las Vegas), a las 4:50 (hora local), Estados Unidos detona a 460 m bajo tierra su bomba atómica n.º 113, Newton, de 12 kt.
- 19 de septiembre: en el área de pruebas atómicas de Nevada (a unos 100 km al noroeste de la ciudad de Las Vegas), a las 8:59 (hora local), Estados Unidos detona por primera vez una bomba atómica bajo tierra (a 273 m de profundidad), Rainier, de 1.7 kt. Es la bomba n.º 114 de las 1131 que Estados Unidos detonó entre 1945 y 1992.
- 23 de septiembre: en el Área T2 del Sitio de pruebas atómicas de Nevada (a unos 100 km al noroeste de la ciudad de Las Vegas), a las 4:29 (hora local), Estados Unidos detona sobre una torre de hierro de 150 metros de altura su bomba atómica Whitney, de 19 kt. (En comparación, la bomba de Hiroshima fue de 13 kt). Es la bomba n.º 115 de las 1131 que Estados Unidos detonó entre 1945 y 1992.
- 24 de septiembre RCA edita la canción Jailhouse Rock de Elvis Presley. La escena coreográfica de la canción filmada para la película del mismo nombre, se convertiría en el primer videoclip de la historia.Camp Nou, el estadio del Fútbol Club Barcelona.

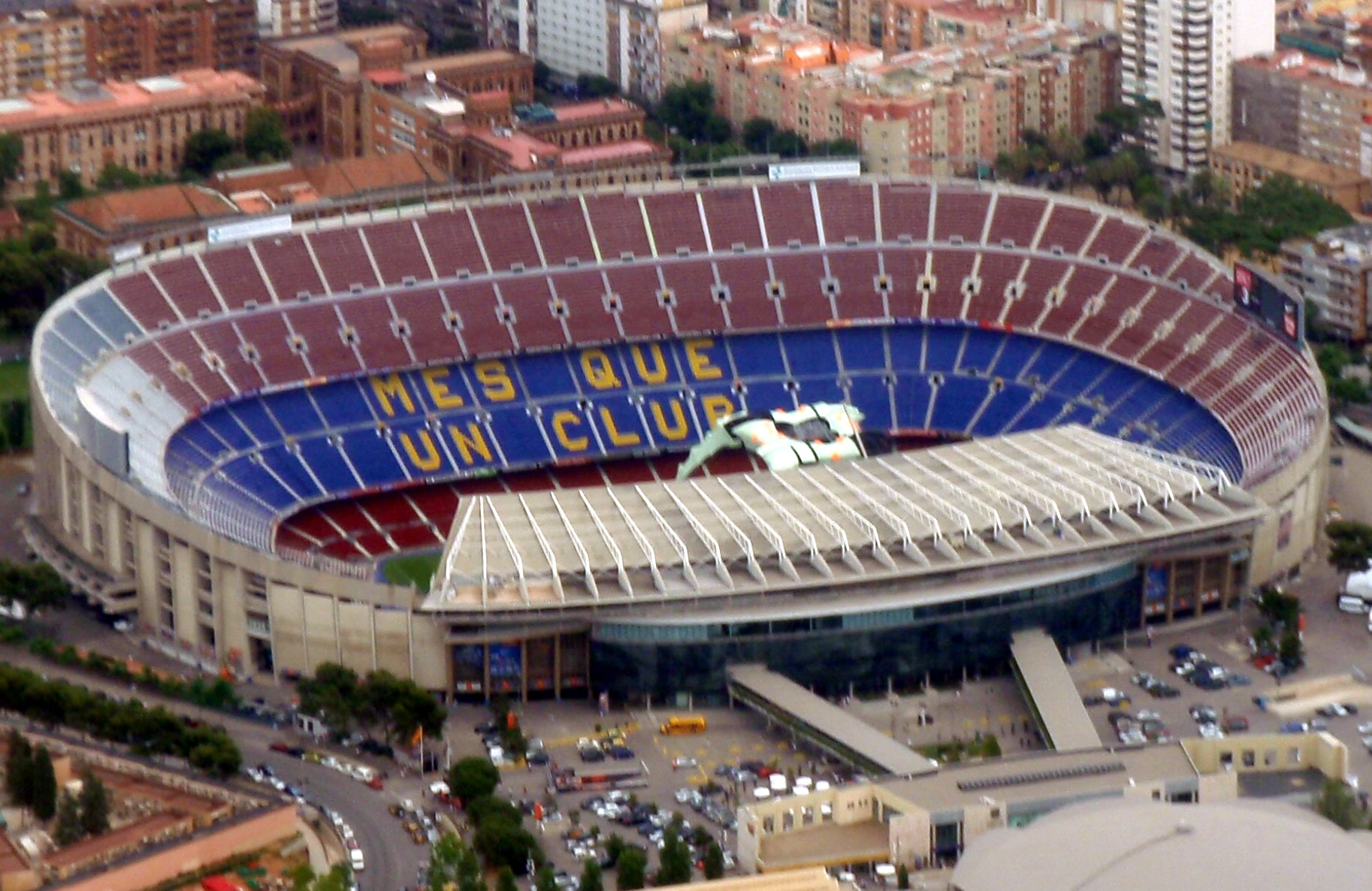
Camp Nou, el estadio del Fútbol Club Barcelona.

- 24 de septiembre: en Barcelona (España) se inaugura el Camp Nou, estadio del Fútbol Club Barcelona.
- 27 de septiembre: en la provincia de Córdoba (Argentina), las 62 Organizaciones Peronistas ―creadas el mes anterior en Buenos Aires en el marco de la dictadura militar autodenominada Revolución «Libertadora»― organizan un paro nacional, y lanzan el Programa de La Falda: «Control estatal del comercio exterior, política de alto consumo interno, expropiación de los latifundios, control obrero de la producción, control popular de los precios, solidaridad de la clase trabajadora con las luchas de liberación nacional de los pueblos oprimidos».
- 28 de septiembre: en el Área B9a del Sitio de pruebas atómicas de Nevada, a las 4:59 (hora local), Estados Unidos detona a 460 m bajo tierra su bomba atómica n.º 116, Charleston, de 12 kt.
- 29 de septiembre: en la planta nuclear de Mayak, a 150 km al noroeste de la ciudad de Cheliábinsk (Rusia) sucede una explosión que dejará un saldo de 470 000 personas expuestas a la radiación y 200 civiles muertos por cáncer. Es el tercer accidente nuclear más grave de la Historia humana, después de Chernóbil (1986) y Fukushima (2011).

### Octubre
- 4 de octubre: la Unión Soviética pone en órbita el Sputnik, el primer satélite artificial de la Tierra. Generó una conmoción mundial al transmitir a todos los televisores la imagen de la hoz y el martillo y el audio del himno socialista La Internacional.
- 5 de octubre: en Chile, UCV Televisión realiza la primera transmisión de televisión de ese país.
- 6 de octubre: en Mar del Plata se crea la Escuela de Canto Coral.
- 7 de octubre: a 150 metros bajo tierra, en el área B9a del Sitio de pruebas atómicas de Nevada (a unos 100 km al noroeste de la ciudad de Las Vegas), a las 5:00 (hora local) Estados Unidos detona su bomba atómica Morgan, de 8 kt. Es la bomba n.º 117 de las 1131 que Estados Unidos detonó entre 1945 y 1992.
- 14 de octubre: sucede la Gran riada de Valencia. La ciudad de Valencia sufre la peor avenida del río Turia en toda su historia, con un caudal de 3700 m³/s.
- 15 de Octubre RCA edita el exitoso álbum Elvis' Christmas Album del cantante Elvis Presley que se convertiría en el álbum navideño más vendido en los Estados Unidos y en el mundo.

### Noviembre
- 3 de noviembre: 
  - La Unión Soviética pone en órbita el Sputnik 2. Lleva a bordo a la perra Laika (‘ladradora’), que morirá en 5 horas debido al estrés y el sobrecalentamiento de la cápsula. El 29 de enero de 1951, ese país ya había lanzado al espacio (aunque no puesto en órbita) la nave R-1 IIIA-1, que llevaba a los perros Tsygan y Dezik, que sobrevivieron ambos al vuelo.
  - En la cárcel de Lewisburg (Estados Unidos), muere Wilhelm Reich.
- 15 de noviembre: en Perú se crea el distrito de Llipa por Ley N.º 12856.
- 16 de noviembre: en los Estados Unidos, la policía descubre los crímenes del asesino en serie Ed Gein (1906-1984).
- 23 de noviembre: comienza la Guerra de Ifni.
- En Buenos Aires (Argentina), en noviembre se forma la Mesa Ejecutiva de la Juventud Peronista: Gustavo Rearte, Envar El Kadri, Héctor Spina, Carlos Caride y Tito Bevilaqua; subsecretarios: Jorge Rulli, Bechi Fortunato, Felipe Vallese y Tuly Ferrari. Se publica Los profetas del odio (de Arturo Jauretche) y se reabre la revista Qué dirigida por Rogelio Julio Frigerio, que había sido clausurada durante el peronismo en 1948.[3]

### Diciembre
- 1 de diciembre: En Colombia, consulta popular para aprobar una reforma constitucional cuyo contenido validaba lo que pasó a conocerse como el Frente Nacional.
- 4 de diciembre: en Mongolia se registra un fuerte terremoto de 8,1 que deja 30 muertos y varias ciudades destruidas.
- 6 de diciembre: en un túnel a 80 metros bajo tierra, en el área U3e del Sitio de pruebas atómicas de Nevada (a unos 100 km al noroeste de la ciudad de Las Vegas), a las 12:15 (hora local) Estados Unidos detona su bomba atómica Pascal-C, de 0,01 kt. Es la bomba n.º 119 de las 1131 que Estados Unidos detonó entre 1945 y 1992.
- 9 de diciembre: en el área S3i del Sitio de pruebas atómicas de Nevada (a unos 100 km al noroeste de la ciudad de Las Vegas), a las 12:00 (hora local) Estados Unidos detona en la superficie su bomba atómica n.º 120: Coulomb-C, de 0,5 kt.
- 13 de diciembre: en Irán, un terremoto de 6,5 deja más de 1.100 muertos, cientos de heridos y decenas de aldeas destruidas.

### Fecha desconocida
- En 1957, en la India se integra el antiguo principado de Tripura.
- En Julio, finaliza el divorcio entre el cantante Frank Sinatra y la actriz Ava Gardner.

## Nacimientos

### Enero
- 1 de enero: 
  - Patricio Bisso, actor, periodista, diseñador y escenógrafo argentino (f. 2019).
  - Federico del Barrio, historietista e ilustrador español.
  - Evángelos Venizelos, político griego.
- 2 de enero: 
  - Laura Canoura, cantante y compositora uruguaya.
  - Francisco Javier González-Huix Fernández, militar español.
- 4 de enero: Isidoro Fernández, actor español.
- 5 de enero: Marina Lezcano, yóquey argentina.
- 6 de enero: Juan Antonio Menéndez Fernández, obispo español (f. 2019).
- 8 de enero: 
  - Fabio McNamara, cantante español.
  - Miquel Barceló, pintor español.
- 9 de enero: Aníbal Fernández, político argentino.
- 11 de enero: 
  - António Vitorino, político portugués.
  - John Lasseter, empresario estadounidense.
  - Jane Fellowes, aristócrata británica, hermana de Diana de Gales.
- 13 de enero: Daniel Scioli, político argentino.
- 16 de enero: Ricardo Darín, actor, director y guionista argentino.
- 18 de enero: Marián Flores, presentadora de televisión española.
- 23 de enero: Carolina de Mónaco, princesa heredera monegasca.
- 25 de enero, Luis Alfredo Garavito, asesino en serie colombiano (f. 2023)
- 27 de enero: Frank Miller, dibujante, historiador y guionista estadounidense.
- 29 de enero: Elia Barceló, escritora española.

### Febrero
- 1 de febrero: Gustavo Bell, político colombiano.
- 4 de febrero: Jesús Leopoldo Estrada Moreno, luchador social y político venezolano.
- 5 de febrero: Julio Ariza, periodista y político español.
- 9 de febrero: 
  - Gordon Strachan, futbolista y entrenador británico.
  - Víctor Mallarino, actor y director colombiano.
- 15 de febrero: Shahriyar Mandanipour, escritor iraní.
- 18 de febrero: 
  - Christiane Torloni, actriz brasileña.
  - Vanna White, actriz y modelo estadounidense.
- 19 de febrero: 
  - Daína Chaviano, escritura cubana nacionalizada estadounidense.
  - Falco, cantante austriaco (f. 1998).
  - Ray Winstone, actor británico.
- 21 de febrero: Tomás Campuzano, torero español.
- 24 de febrero: Roxana Chávez, actriz mexicana.
- 28 de febrero: 
  - John Turturro, actor estadounidense.
  - Francisco Céspedes, cantante y músico cubano.

### Marzo
- 2 de marzo: Vlodko Kaufman, artista ucraniano
- 4 de marzo: Mykelti Williamson, actor estadounidense.
- 5 de marzo: César Cigliutti, activista LGTTBI argentino (f. 2020).
- 7 de marzo: Maurizio Arrivabene, dirigente italiano de automovilismo.
- 8 de marzo: Mitsuko Horie, cantante y seiyū japonesa; Helga Schauerte-Maubouet organista alemana.
- 9 de marzo: Geir Ivarsøy, informático noruego (f. 2006).
- 10 de marzo: 
  - Fena Della Maggiora, cantante, músico, compositor, actor, conductor de TV, ilustrador y productor argentino.
  - Hans-Peter Friedrich, político alemán.
  - Osama bin Laden, terrorista saudí (f. 2011).
- 11 de marzo: 
  - The Lady Chablis, drag queen estadounidense
  - Elena Akhmilovskaya, ajedrecista estadounidense (f. 2012).
  - Qasem Soleimani, general militar iraní, comandante de la guardia revolucionara (f. 2020).
  - Víctor Rangel, futbolista mexicano.
  - Isabel Ordaz, actriz española.
- 12 de marzo: 
  - Steve Harris, bajista y compositor británico, de la banda Iron Maiden.
  - Astrid Junguito, actriz colombiana.
- 13 de marzo: Juan Perucho, actor español.
- 15 de marzo: Joaquim de Almeida, actor portugués.
- 19 de marzo: Claudio Bisio, actor italiano.
- 20 de marzo: Theresa Russell, actriz estadounidense.
- 23 de marzo: Nieves Herrero, periodista, presentadora de televisión y escritora española.
- 25 de marzo: Jennifer Edwards, actriz estadounidense.
- 28 de marzo: Jorge Perdomo Polanía, abogado y dirigente de fútbol colombiano.
- 29 de marzo: Christopher Lambert, actor francés.

### Abril
- 4 de abril: el Chapo Guzmán, narcotraficante y asesino mexicano.
- 5 de abril: Anthony Horowitz, novelista y guionista británico.
- 14 de abril: Domingo Drummond, futbolista hondureño (f. 2002).
- 16 de abril: Reinaldo Rueda, entrenador colombiano de fútbol.
- 16 de abril:  John T. Dunlap, actual líder de la Orden de Malta.
- 17 de abril: Antón Reixa, músico español.
- 24 de abril: Sandra Mihanovich, cantante argentina.
- 26 de abril: Carlos Ariel Sánchez, abogado y escritor colombiano.

### Mayo
- 2 de mayo: 
  - Jorge Martillo, poeta y cronista ecuatoriano.
  - Luis Fernando Montoya, entrenador colombiano de fútbol.
- 9 de mayo: 
  - Fulvio Collovati, futbolista italiano.
  - Julio César Uribe, futbolista y entrenador peruano.
- 10 de mayo: Sid Vicious, músico británico de punk (f. 1979).
- 14 de mayo: 
  - Fernando Iglesias, político y periodista argentino.
  - Marino Lejarreta, ciclista español.
  - Claudia Cárpena, actriz argentina.
- 15 de mayo: Juan José Ibarretxe, político español.
- 17 de mayo: 
  - Anna Silvetti, actriz española.
  - Beto Zabaleta, cantante colombiano de música vallenata.
- 21 de mayo: Rebecca Jones, actriz y productora mexicana (f. 2023).
  - Carlos Kaniowsky, actor español.
- 23 de mayo: Jimmy McShane, cantante y bailarín británico (f. 1995).
- 26 de mayo: 
  - Diomedes Díaz, cantautor colombiano de vallenatos (f. 2013).
  - Mary Bell, asesina británica.
- 27 de mayo: Iñaki Miramón, actor español.
- 28 de mayo: 
  - Watana Muangsook, político tailandés.
  - Antonio López Habas, futbolista y entrenador español.
- 30 de mayo: Ramón Alcoberro, filósofo español.
- 31 de mayo: Sidi Mohamed Ould Boubacar, político mauritano.

### Junio
- 1 de junio: Tullio Avoledo, escritor italiano.
- 3 de junio: Bolivia Suárez, política y docente venezolana.
- 5 de junio: Nacho Canut, compositor y músico español.
- 7 de junio: Juan Luis Guerra, cantautor y productor dominicano.
- 8 de junio: Alejandro Lerner, cantante argentino.
- 13 de junio: Adolfo Roitman, arqueólogo y experto en religiones comparadas argentino-israelí.
- 16 de junio: 
  - Mariela Celentano, docente y música uruguaya (f. 2009)
  - Jordi Hurtado, periodista y presentador español de programas de televisión.
- 19 de junio: Manuel Arellano, economista español.
- 23 de junio: Frances McDormand, actriz estadounidense.
- 26 de junio: Fernando Arévalo, actor y libretista colombiano.
- 29 de junio: María Conchita Alonso, cantante y actriz venezolano-cubana.
- 30 de junio: Silvio Orlando, actor italiano.

### Julio
- 3 de julio: Enrique Gabriel, director y guionista de cine argentino.
- 8 de julio: Carlos Cavazo, guitarrista estadounidense, de las bandas Quiet Riot y Ratt.
- 9 de julio: Norberto Filippo, pintor argentino.
- 13 de julio: 
  - Cameron Crowe, cineasta estadounidense.
  - Tony Vega, cantante puertorriqueño.
  - Lília Cabral, actriz brasileña.
  - Thierry Boutsen, piloto de automovilismo belga.
- 14 de julio: Andréi Belianinov, empresario y político ruso.
- 16 de julio: Włodzimierz Smolarek, futbolista polaco (f. 2012).
- 17 de julio: 
  - Julián Infante, guitarrista español (f. 2000).
  - Alan Jara, político colombiano.
- 18 de julio: Keith Levene, guitarrista británico, de la banda The Clash (f. 2022).
- 21 de julio: Jon Lovitz, actor y comediante estadounidense.
- 26 de julio: Santi Santamaria, cocinero español (f. 2011).
- 28 de julio: Raúl Santi, cantautor colombiano.
- 29 de julio: Enrique Sierra, músico español, de la banda Radio Futura (f. 2012).
- 30 de julio: Antonio Adamo, director de cine italiano.

### Agosto
- 6 de agosto: Francesca Gagnon, cantante canadiense, participante en el Cirque Du Soleil.
- 7 de agosto: Mareta Espinosa, artista española.
- 9 de agosto: Melanie Griffith, actriz estadounidense.
- 11 de agosto: Carlos Trucco, exfutbolista argentino de nacionalidad boliviana.
- 14 de agosto: 
  - Alejandro Tommasi, actor mexicano.
  - José Coronado, actor español.
- 16 de agosto: Koki Ruíz, pintor y artista plástico paraguayo.
- 18 de agosto: Carole Bouquet, actriz francesa.
- 24 de agosto: Stephen Fry, actor, director, presentador y escritor británico.
- 28 de agosto: Manolo Preciado, futbolista y entrenador de fútbol español (f. 2012).

### Septiembre
- 1 de septiembre: 
  - Gloria Estefan, cantante pop de origen cubano.
  - Mohammad Ali Jafari, militar iraní, comandante actual de la guardia revolucionaria.
- 4 de septiembre: 
  - Patricia Tallman, actriz estadounidense.
  - Khandi Alexander, actriz estadounidense.
- 6 de septiembre: Elia Barceló, escritora española.
- 8 de septiembre: Ricardo Montaner, cantautor venezolano de origen argentino.
- 12 de septiembre: 
  - Hans Zimmer, músico y compositor alemán.
  - Keiko Toda, actriz y seiyū japonesa.
- 15 de septiembre: Željko Ivanek, actor esloveno.
- 16 de septiembre: Assumpta Serna, actriz española.
- 19 de septiembre: Pepe Carrol, mago y presentador de televisión español (f. 2004).
- 21 de septiembre: 
  - Kevin Rudd, político australiano.
  - Ethan Coen, cineasta estadounidense.
- 22 de septiembre: 
  - Nick Cave, cantante australiano.
  - Carlos Jáuregui, activista LGBT argentino (f. 1996).
- 26 de septiembre: Luigi De Canio, futbolista y entrenador italiano.
- 30 de septiembre: Fran Drescher, actriz y comediante estadounidense.

### Octubre
- 4 de octubre: Bill Fagerbakke, actor estadounidense.
- 7 de octubre: 
  - Faruk Hadžibegić, futbolista yugoslavo
  - Jesús Candelas, entrenador de fútbol sala español.
- 8 de octubre: Antonio Cabrini, futbolista italiano.
- 10 de octubre: Rumiko Takahashi, historietista japonesa.
- 11 de octubre: Paul Sereno, paleontólogo estadounidense.
- 13 de octubre: Miguel Galván, actor y comediante mexicano (f. 2008).
- 14 de octubre: Luis Eduardo Montealegre, abogado colombiano.
- 15 de octubre: Omar Varela, actor uruguyao (f. 2022).
- 17 de octubre: Nelson Barrera, beisbolista mexicano.
- 20 de octubre: 
  - Manuel Huerga, cineasta español.
  - Quimi Portet, guitarrista, cantante y compositor español.
- 22 de octubre: Daniel Melingo, músico argentino.
- 24 de octubre: Vando Villamil, actor argentino.
- 25 de octubre: 
  - Nancy Cartwright, actriz estadounidense.
  - Jairo Fernández, político colombiano.
- 28 de octubre: Hernán Darío Herrera, futbolista y entrenador de fútbol colombiano.
- 29 de octubre: Dan Castellaneta, actor de voz estadounidense.

### Noviembre
- 3 de noviembre: Dolph Lundgren, actor sueco.
- 4 de noviembre: 
  - Tony Abbott, primer ministro australiano.
  - Ferni Presas, guitarrista español, de la banda Gabinete Caligari.
- 9 de noviembre: Magalvi Estaba, política venezolana.
- 10 de noviembre: Ingo Metzmacher, director de orquesta y músico alemán.
- 15 de noviembre: Paco Mir, actor, productor y guionista español.
- 19 de noviembre: Joel Goldsmith, compositor estadounidense (f. 2012).
- 20 de noviembre: Stefan Bellof, piloto de automovilismo alemán (f. 1985).
- 21 de noviembre: 
  - Horacio Castellanos Moya, escritor y periodista salvadoreño.
  - Hernán Orjuela, presentador de televisión colombiano.
- 27 de noviembre: 
  - Callie Khouri, directora de cine y guionista estadounidense.
  - Ana Lilian de la Macorra, psicóloga y ex-actriz mexicana.

### Diciembre
- 1 de diciembre: Deep Roy, actor keniano (Oompa-Loompa en Charlie y la fábrica de chocolate).
- 4 de diciembre : Jorge Luis Oviedo, escritor, poeta y antólogo hondureño.
- 9 de diciembre : José Luis Gil, actor español.
- 11 de diciembre: 
  - Peter Bagge, ilustrador y escritor estadounidense.
  - Alicia Barberis,  escritora, narradora oral y poetisa argentina.
- 13 de diciembre: Steve Buscemi, actor y cineasta estadounidense.
- 15 de diciembre: Chō, actor de voz japonés.
- 16 de diciembre: Antonio Vega, músico español (f. 2009).
- 18 de diciembre: 
  - El Zurdo, cantante español.
  - Amaya Saizar, cantante española.
- 19 de diciembre: 
  - José María Granados, cantante español.
  - Pablo Striano, actor y filósofo chileno.
- 24 de diciembre: Hamid Karzai, político y expresidente afgano.
- 25 de diciembre: Shane MacGowan, músico irlandés.
- 28 de diciembre: 
  - Javier Arenas, jurista, funcionario y político español.
  - Mar Cambrollé, activista española por los derechos trans.

### Fechas desconocidas
- Marcelo Lillo, escritor chileno.
- José María O'Kean, catedrático español.
- William Pérez, periodista, abogado y político colombiano.
- Aïcha Fofana, traductora y escritora maliense (f. 2003).

## Fallecimientos

### Enero
- 2 de enero: Paul Peyerimhoff de Fontenelle, naturalista, botánico, entomólogo y zoólogo francés (n. 1873).
- 7 de enero: Jože Plečnik (84 años), arquitecto esloveno (n. 1872).
- 10 de enero: Gabriela Mistral, poetisa chilena, premio nobel de literatura en 1945 (n. 1889).
- 11 de enero: Raúl López Sánchez, político mexicano.
- 14 de enero: Humphrey Bogart, actor estadounidense (n. 1899).
- 14 de enero: Irene Caba Alba, actriz española (n. 1899).
- 16 de enero: Arturo Toscanini, músico italiano.

### Marzo
- 8 de marzo: Othmar Schoeck, director de orquesta y compositor suizo.
- 9 de marzo: Emilio Sierra Baquero, Compositor y Cantautor Colombiano (n. 1891).
- 11 de marzo: Richard E. Byrd, explorador estadounidense que afirmó falsamente haber sobrevolado los polos (n. 1888).

### Abril

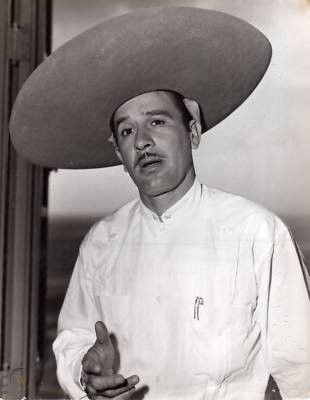
Pedro Infante

- 15 de abril: Pedro Infante, cantante y actor mexicano; accidente aéreo.
- 26 de abril: Gichin Funakoshi, creador del estilo Shotokan Karate do.
- 28 de abril: Genaro Salinas, tenor mexicano.

### Mayo
- 12 de mayo: Erich Von Stroheim, cineasta estadounidense de origen austríaco (n. 1885).
- 12 de mayo: Alfonso de Portago, piloto español de automovilismo (n. 1928).
- 15 de mayo: Keith Andrews, piloto estadounidense de automovilismo (n. 1920).
- 30 de mayo: Piero Carini, piloto estadounidense de automovilismo (n. 1921).
- 31 de mayo: Carlos Marcucci, bandoneonista argentino de tango (n. 1903).

### Junio
- 6 de junio: Guadalupe Salcedo, guerrillero colombiano.
- 14 de junio: Adalberto de León Soto, escultor guatemalteco.
- 16 de junio: Mariela Celentano, docente y música uruguaya (f. 2009).
- 21 de junio: Johannes Stark, físico alemán, premio nobel de física en 1919.
- 22 de junio: Atilio Cattáneo, militar y político argentino (n. 1889).
- 26 de junio: Malcolm Lowry, escritor y poeta británico.
- 27 de junio: Hermann Buhl, montañero austriaco.

### Julio
- 23 de julio: Giuseppe Tomasi di Lampedusa, escritor italiano.
- 24 de julio: Sacha Guitry, actor y comediógrafo francés.
- 26 de julio: Carlos Castillo Armas, político guatemalteco, muere asesinado en el interior de la casa presidencial, presidente entre 1954 y 1957 (n. 1914), presidente num. 30.
- 31 de julio: Solanus Casey, religioso capuchino estadounidense.

### Agosto
- 4 de agosto: Washington Luís Pereira de Sousa, presidente de Brasil.
- 5 de agosto: Heinrich Otto Wieland, químico alemán, premio nobel de química en 1927.
- 16 de agosto: Irving Langmuir, químico estadounidense, premio nobel de química en 1932.
- 19 de agosto: Julián Alarcón, compositor y violinista paraguayo (n. 1888).
- 19 de agosto: Carl-Gustaf Rossby, meteorólogo estadounidense de origen sueco (n. 1898).

### Septiembre
- 12 de septiembre: José Lins do Rego, escritor y periodista brasileño (n. 1901).
- 20 de septiembre: Jean Sibelius, compositor finlandés. (n. 1865)
- 28 de septiembre: Luis Cluzeau Mortet, compositor uruguayo de música académica (n. 1888).

### Octubre
- 3 de octubre: Walter Duranty, periodista anglo-estadounidense, encubridor del holodomor ucraniano (n. 1884).
- 15 de octubre: Henry van de Velde, arquitecto neerlandés.
- 19 de octubre: Vere Gordon Childe, arqueólogo australiano.
- 21 de octubre: Laureano Barrau, pintor impresionista español (f. 1863).
- 24 de octubre: Christian Dior, diseñador de moda francés.
- 26 de octubre: Nikos Kazantzakis, escritor griego.
- 29 de octubre: José Patricio Guggiari, presidente de Paraguay.
- 29 de octubre: Louis B. Mayer, productor estadounidense de cine (n. 1885).

### Noviembre
- 3 de noviembre: Wilhelm Reich, psicólogo austriaco.
- 24 de noviembre: Diego Rivera, pintor mexicano.
- 30 de noviembre: Beniamino Gigli, tenor italiano (n. 1890).

### Diciembre
- 5 de diciembre: Evan Gorga, tenor italiano (n. 1865).
- 12 de diciembre: Robert Kurka, compositor estadounidense (f. 1957).
- 17 de diciembre: Humberto Vázquez-Machicado, historiador boliviano (n. 1904).
- 18 de diciembre: Juan Alfonso Carrizo, escritor argentino (n. 1895).
- 24 de diciembre: Arturo Barea, escritor español (n. 1897).
- 29 de diciembre: Juan José Morosoli, escritor uruguayo (n. 1899).
- 31 de diciembre: Óscar Domínguez, pintor surrealista español.

## Arte y literatura
- Agatha Christie: El tren de las 4:50.
- Ian Fleming: Desde Rusia con amor.
- Naguib Mahfuz: Palacio del deseo, La Azucarera.
- Vladimir Nabokov: Pnin.
- Borís Pasternak: Doctor Zhivago.
- Ayn Rand: La rebelión de Atlas.
- Evelyn Waugh: La odisea de Gilbert Pinfold.
- Samuel Beckett: Final de partida.
- Harold Pinter: El montaplatos.
- Boris Vian: Los forjadores de imperios.
- Octavio Paz: Piedra de sol.

## Cine
- Fresas salvajes y El séptimo sello ambas de Ingmar Bergman.
- Senderos de gloria de Stanley Kubrick lo consagra como uno de los grandes directores de la época.
- El último cuplé de Juan de Orduña, película española.
- Testigo de cargo de Billy Wilder, un clásico de la comedia.

### Festivales de cine
- 10ª edición del Festival Internacional de Cine de Cannes celebrada entre el 2 al 17 de mayo de 1957.
  - Palma de Oro a la mejor película La gran prueba de William Wyler.

- 7ª edición del Festival Internacional de Cine de Berlín celebrada del 21 de junio al 2 de julio de 1957.
  - Oso de Oro a la mejor película Doce hombres sin piedad de Sidney Lumet.

- 5ª edición del Festival Internacional de Cine de San Sebastián celebrada del 21 y el 28 de julio de 1957.
  - Concha de Oro a la mejor película Sabela, de Dino Risi.

- 18ª edición del Festival Internacional de Cine de Venecia, Mostra de Venecia se celebró del 25 de agosto al 8 de septiembre de 1957.
  - León de Oro a la mejor película Aparajito de Satyajit Ray.

## Deporte
- Juan Manuel Fangio se consagra campeón del mundo de Fórmula 1.
- Se disputa la primera edición de la Liga Española de Baloncesto (1957-1983), que se adjudica el Real Madrid. El Joventut de Badalona queda en segunda posición.
- 24 de septiembre: El FC Barcelona inaugura su nuevo estadio, el Camp Nou, que se convertirá en uno de los campos más grandes y majestuosos del mundo.
- Campeonato Uruguayo de Fútbol: Nacional se consagra campeón por vigesimoquinta vez, obteniendo su tercer tricampeonato (1955-1956-1957).
- Campeonato Peruano de Fútbol: Centro Iqueño se corona campeón nacional por primera y única vez en su historia.
- Fútbol Profesional Colombiano: Medellín (segunda vez).
- Primera División Venezolana: Primer torneo nacional profesional en Venezuela. Univ. Central de Venezuela campeón.
- Copa de Europa: El Real Madrid C.F consigue por segunda vez el título ganando, por 2-0, a la Fiorentina en el Santiago Bernabéu. Acudieron 120.000 espectadores.
- Liga de Béisbol Profesional de la República Dominicana: los Leones del Escogido se proclaman campeones al ganar la serie 5-2 contra los Tigres del Licey.

También la dirección de la Federación Internacional de Voleibol tuvo ocasión en presentar un torneo en Sofía en el año 1957, durante la sesión del Comité Olímpico Internacional.

## Música
- Jerry Lee Lewis lanza su canción Great Balls of Fire.
- Buddy Holly: edita su primer LP The "Chirping" Crickets y con él, "That'll Be the Day", su primer número uno a nivel estadounidense y británico. Además publica otros clásicos como "Peggy Sue" y "Oh, Boy!".
- Se forma la banda The Quarrymen, que más tarde se convertiría en The Beatles.
- Frank Sinatra: "Close to You". «Álbum publicado en enero bajo el sello discográfico Capitol Records». "A Swingin' Affair!". «Álbum publicado en junio bajo el sello discográfico Capitol Records». "Where Are You?".  «Álbum publicado el 2 de septiembre bajo el sello discográfico Capitol Records». "A Jolly Christmas from Frank Sinatra". «Álbum publicado el 21 de septiembre bajo el sello discográfico Capitol Records».

### Festivales
- El 3 de marzo se celebra la II edición del Festival de la Canción de Eurovisión en Fráncfort del Meno  Alemania Occidental.
  - Ganador/a: La cantante Corry Brokken con la canción «Net als toen» representando a Países Bajos .

## Premios Nobel
- Física: Chen Ning Yang y Tsung-Dao Lee.[4]
- Química: Lord Alexander R. Todd.[4]
- Medicina: Daniel Bovet.[4]
- Literatura: Albert Camus.[4]
- Paz: Lester Bowles Pearson.[4]